# KS Kastrioti Krujë
A KS Kastrioti Krujë egy albán labdarúgócsapat Kruja városában, jelenleg az albán labdarúgó-bajnokság első osztályában szerepel. 
Hazai mérkőzéseit a 10 000 fő befogadására alkalmas Kastrioti Stadionban játssza.

## Történelem
A klubot 1926-ban alapították. 

### A csapat elnevezései
- 1926: Kastrioti Krujë (alapítás)
- 1949: Krujë (újjáalapítás)
- 1951: Puna Krujë (átnevezés)
- 1958: KS Kastrioti Krujë (átnevezés)